# Seznam postav v Grand Theft Auto III
Zde jsou vyjmenovány postavy ze hry Grand Theft Auto III(GTA III).

## Hlavní postavy

### Claude Speed
Claude v celé hře nepromluví jediné slovo. Na začátku je zrazen svou přítelkyní Catalinou, hráč v jeho roli se snaží Catalinu najít a zabít. Claude s Catalinou se objevili také v misi Farewell, my love v Grand Theft Auto: San Andreas.

### Catalina
Catalina je šéfka kolumbijského kartelu ze San Andreas, vykradačka bank, pump nebo všeho co se dá vykrást. Začíná to v roce 1992, kdy se seznámí s Carl Johnsonem ze San Andreas. S ním udělá práci, kterou nikdo v okolí San Fierra nezažil; za 1 den vykradli banku, sázkovou kancelář, pumpu a dá-li se to tak říct i jeden obchod. Potom se ale Catalina s CJ vsadila, že prohraje závod s Claudem Speedem. Carl však závod vyhrál. Catalina mu dá klíčky od zchátralé pumpy v San Fierru a odjede s Claudem do Liberty City. Tam spolu vyloupí banku, pak ale Catalina Clauda zradí. Claude však uteče z vězení a pátrá po Catalině, aby se jí pomstil. Nakonec ji zabije.

## Další postavy
- Luigi
- 8-Ball
- Salvatore Leone – Vyskytuje se ve hrách GTA 3 a v GTA Liberty City Stories. Je to vůdce mafie. Ve hře GTA 3 má veliké sídlo u svahu, který vede na pláž. Je vůdce mafie Leone, jejíž členové jezdí v nablýskaných černých limuzínách.
- Joey Leone
- Asuka
- Ray
- Tony Cipriani
- Kenji Kaseno
- Donald Love
- Miguel
- Misty